# Fortuna
Fortuna, latinsky Fortūna, je římská bohyně osudu, zpravidla šťastného (Fortuna bona), ale také nešťastného (Fortuna mala), která zajišťovala válečné úspěchy, úrodu i plodnost. Byla spojována s nepředvídatelností lidského osudu, ale nebyla chápána jako nepřekonatelná – na rozdíl od osudu zvaného fatum. Byla ztotožněna s řeckou Tyché, od které převzala také atributy: roh hojnosti a kormidlo, jímž řídí lidské osudy. Podle tradice byl její kult zaveden třetím římským králem Serviem Tulliem nebo jeho předchůdcem Ancem Marciem. Tomu, že nebyla ctěna od nejstarších dob, napovídá fakt, že neměla svého flamina.
Latinské fortūna znamená „náhoda, osud, štěstěna“ a vychází z fors „náhoda, štěstí“, a to snad z praindoevropského *bher- „nést“, ale též „nosit děti“. V latině v tomto případě snad došlo k sémantickému posunu od „nést“ k „to, co je přineseno“. Fortuna byla také ctěna s přívlastkem primigenia („prvorozená“) a chápána jako prvorozená dcera Jova. Cicero ve svém díle De divinatione však také zmiňuje kultovní sochu Fortuny, jež měla na klíně malého Jova a Junonu. Jaan Puhvel ji z toho důvodu srovnává s védskou Aditi, která je matkou i dcerou Dakši.

## Tituly a funkce
Fortuna byla ctěna pod mnohými přízvisky, jež odráží její širokou funkci a různé skupiny obyvatelstva, které se k ní obracely. Jako Publica „veřejná“ nebo PRQ – Populi Romani Quiritium chránila celý římský národ, ale byla známa také Fortuna Virinalis „mužská“, jež chránila muže, a Fortuna Muliebris „ženská“, jež chránila matrony, které se provdaly jen jednou. Pod různými přízvisky chránila i společenské třídy, například jako Patricia „patricijů“ nebo Libera „svobodných občanů“ i věkové skupiny – Virginalis „panenská“ nebo Liberum „dětská“. „Své“ Fortuny měli i rody a jednotlivci, soukromé pozemky, vojenské oddíly, řemeslnická kolegia nebo mezníky v životě. Jako Fortuna Ceres byla vzývána jako dárkyně úrody, jako Annonaria zajišťovala přísun obilí, jako Victrix „vítězná“ vítězství v bitvě a jako Tranquilla „klidná“ byla ctěna jako dárkyně klidné plavby a uctívána v přístavech společně s Portunem.
Se vznikem císařství se objevila Fortuna Augusta, ochránkyně císařského domu, a po návratu císaře Oktaviána z války s Parthy v roce 19 př. n. l. také Fortuna Redux „návratu“, jež byla vzývána, když císař odcházel do války a na jejíž počest byla ustanovena slavnost Augustalia, během které pontifikové a vestálky obětovali za císařovo zdraví. Zvláštní Fortunou byla Fortuna Primigenia „prvorozená“ z Praeneste, kde měla svoji věštírnu, v níž chlapec vytahoval z urny věštby zapsané na dubových kolích. Mezi další tituly Fortuny náleží:
- Blanda „vlídná“, Obsequens „přívětivá“
- Dubia „nejistá“, Brevis „krátká, pomíjivá“
- Stata, Malens „stálá“
- Comes „průvodkyně“

## Kult a chrámy
Chrám (aedes) Fortuny byl umístěn na Foru Boariu a podle tradice byl založen Serviem Tulliem, jehož dřevěná socha prý v chrámu stála, 11. června. V roce 213 př. n. l. byl zničen požárem a následujícího roku obnoven společně s chrámem Mater Matuty, s nímž nejspíše sousedil.
Další chrám (fanum) byl zasvěcen Fors Fortuně „Štěstěně Fortuně“ a stál za městem na pravém břehu Tiberu. Založil jej buď Servius Tullius nebo jeho předchůdce Ancus Marcius a datem zasvěcení byl 24. červen. Jeden z římských kalednářů zmiňuje další chrám Fortuny, taktéž zasvěcený 24. června, a to na levém břehu Tiberu, u šestého milníku via Portuensis, tedy v blízkosti háje Arvalských bratří. Další zdroje hovoří o dalším blízkém chrámu Fortuny zasvěceném konzulem Spuriem Carviliem Maximem z roku 293 př. n. l.
Svátek Fortuny 24. června se odbýval částečně na řece a byl velmi oblíbený mezi otroky, vzhledem k tomu, že přičiněním této bohyně se Tullius stal z otroka králem.

## Fortuna ve středověku

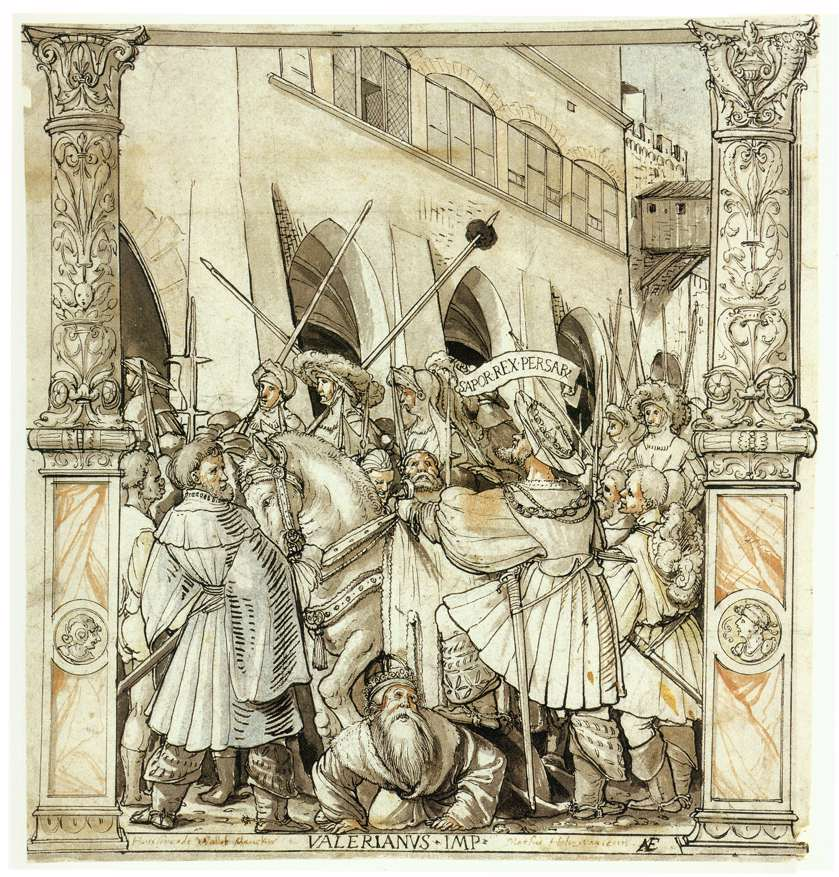
Traumatické pokoření císaře Valeriana perským králem Šápúrem I. roku 260, převzato z Evropské kulturní paměti jako příklad překroucení významu Fortuny. Autor: Hans Holbein, kresba perem a inkoustem (1521)

Fortuna přetrvala v evropském myšlení i po nástupu křesťanství jako personifikace Štěstěny. V 6. století filosof, teolog a politik Boëthius sepsal spis Filosofie utěšitelka, když byl poslán na smrt, v němž diskutuje mj. o tom, zda je osud člověka v rukou Štěstěny či osudu a dochází k závěru, že i náhodné události jsou součástí božího plánu, který člověk nevidí jasně a kterému by neměl vzdorovat, neboť i nepříznivé okolnosti člověka mohou přivést k nejvyššímu dobru, jímž je Bůh sám. Boëthiovo dílo bylo ve středověku velmi rozšířené.

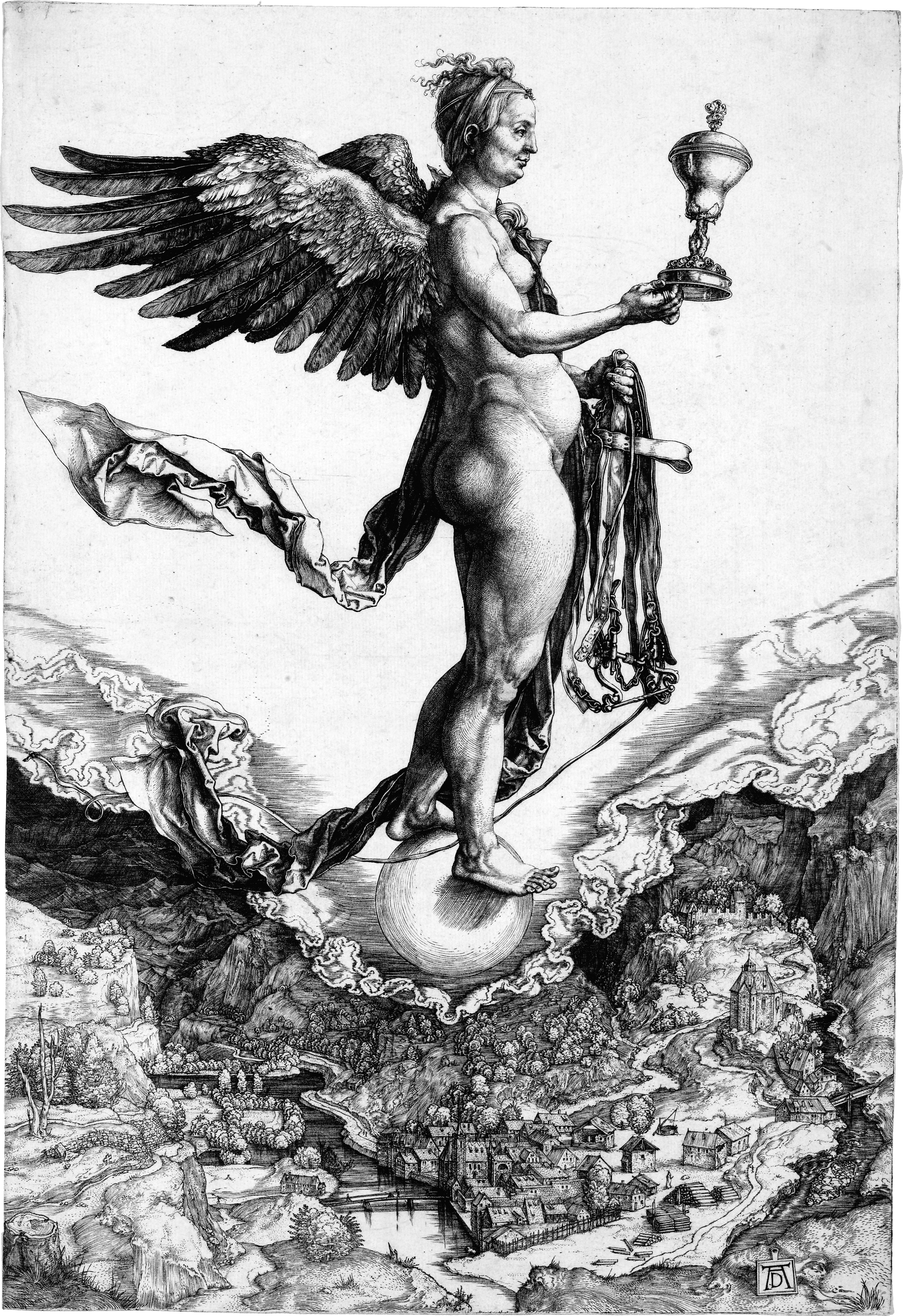
Albrecht Dürer: Fortuna, rytina (1502)

Všudepřítomné zobrazení kola osudu (Rota Fortuna) se objevuje po celý středověk a bylo také přímým odkazem druhé Boethiovy knihy Consolation. Kolo se ztvárňuje v mnoha případech od malinkých miniatur v iluminacích a rukopisech až po obrovská barevná skleněná okna v katedrálách, podobně jako například v Amiens. Dáma Fortuna je obvykle představována v nadživotní velikosti, aby se zdůraznila její důležitost. Kolo osudu má obvykle čtyři stupně života, se čtyřmi (nebo více) znázorněnými lidskými postavami. Vlevo je obvykle napsáno regnabo (měl bych vládnout), nahoře regno (vládnu) a postava má na hlavě královskou korunu, dále pak sestupně vpravo regnavi (vládl jsem) a ten nejníže vespod umístěný jedinec je označen sum sine regno (nemám žádné království). Fortuna jako žena kolem otáčí.

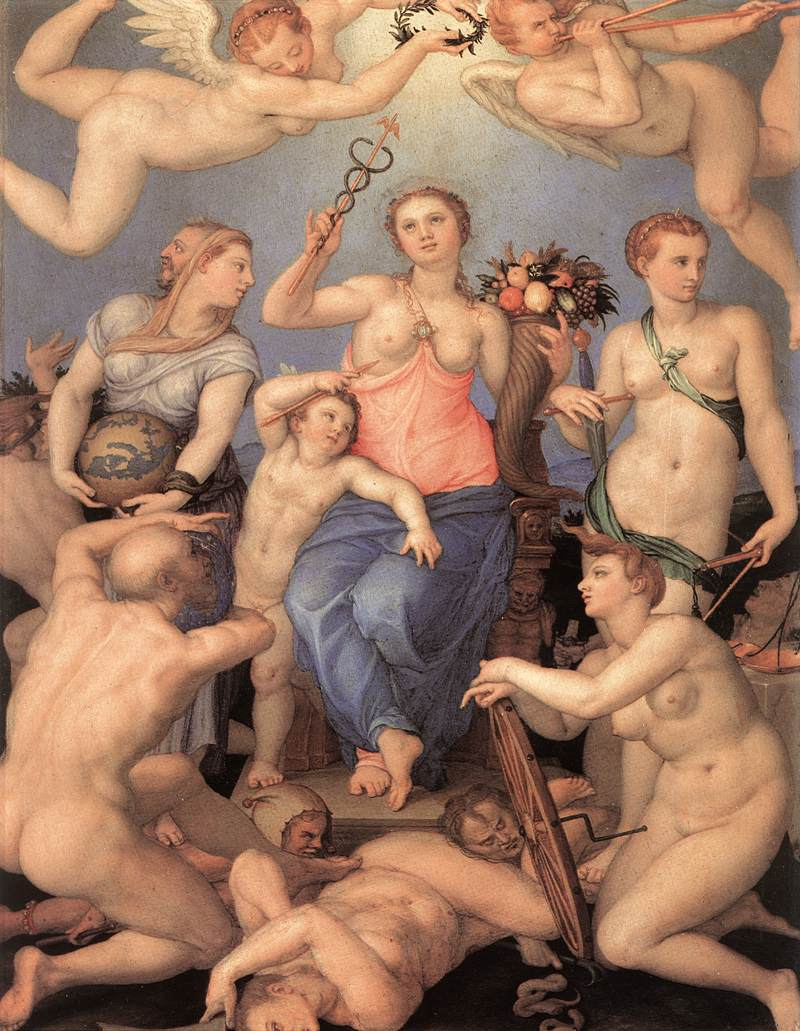
Angelo Bronzino: Obraz Štěstěny (1564), Uffizien (Florencie)

Středověké líčení Fortuny zdůrazňovalo její dualitu a nestabilitu jako dvě tváře bok po boku, podobně jako byl zobrazován římský bůh začátků a konců Janus. Jedna tvář se směje, druhá mračí; jedna polovina tváře je černá, druhá bílá; může být slepá se zahalenýma očima, ale bez vah, slepá ke spravedlnosti. Příležitostně může její temperamentní oblečení a nebojácná nemravnost připomínat prostitutku. Byla spojována se symbolem jídla a rohem hojnosti (lat. cornu copiae), kormidlem lodi, koulí nebo kolem. Cornucopia znamená, že hojnost přetéká, kolo kormidelníka manévruje osudem, koule je symbolem šance (komu se dostane štěstí nebo smůla), a kolo osudu symbolizuje, že štěstí nebo smůla nikdy netrvá věčně.

## Fortuna v umění

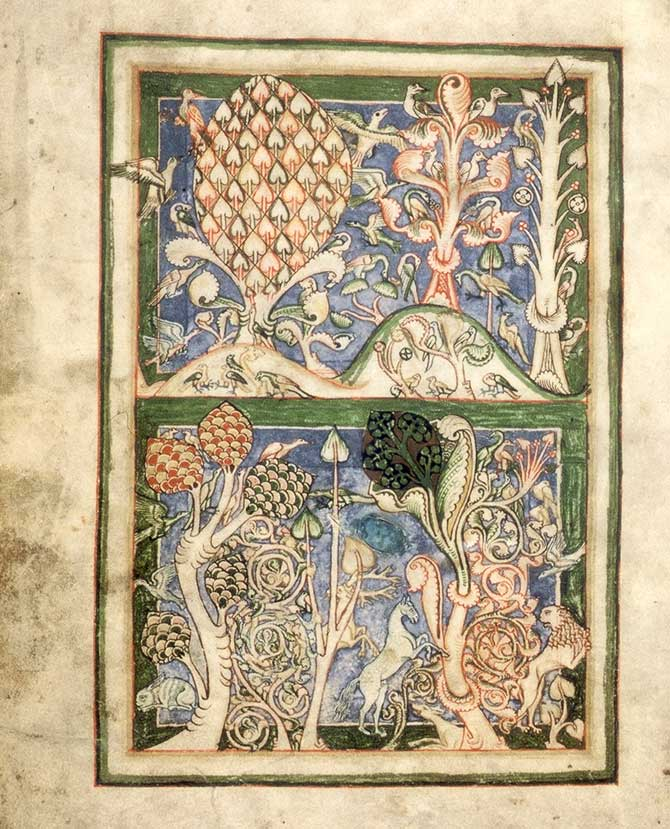
Titulní list rukopisu Carmina burana, souboru básní z 11.–13. století

Fortuna účinkovala v mnohých kulturních dílech středověku. V knize básní Guillauma de Lorrise a Jeana de Meuna Le Roman de la Rose („Román o růži“) Fortuna zklamala naděje milence, který však byl nakonec zachráněn personifikovanou postavou „Příčina“. V Danteho díle Inferno, které je součástí Božské komedie, v sedmém zpěvu Vergilius vysvětluje povahu Fortuny. John Lydgate vycházel z Boccacciova díla De Casibus Virorum Illustrium („Osudy slavných mužů“), a vytvořil dílo Falls of Princes (Pády vládců), kde vypráví, jak může docházet při otáčení kola osudu k velkému neštěstí. Fortuna se objevuje v souboru středověkých náboženských, milostných básní a písní, sepsaném kolem roku 1230 a názvem Carmina Burana.

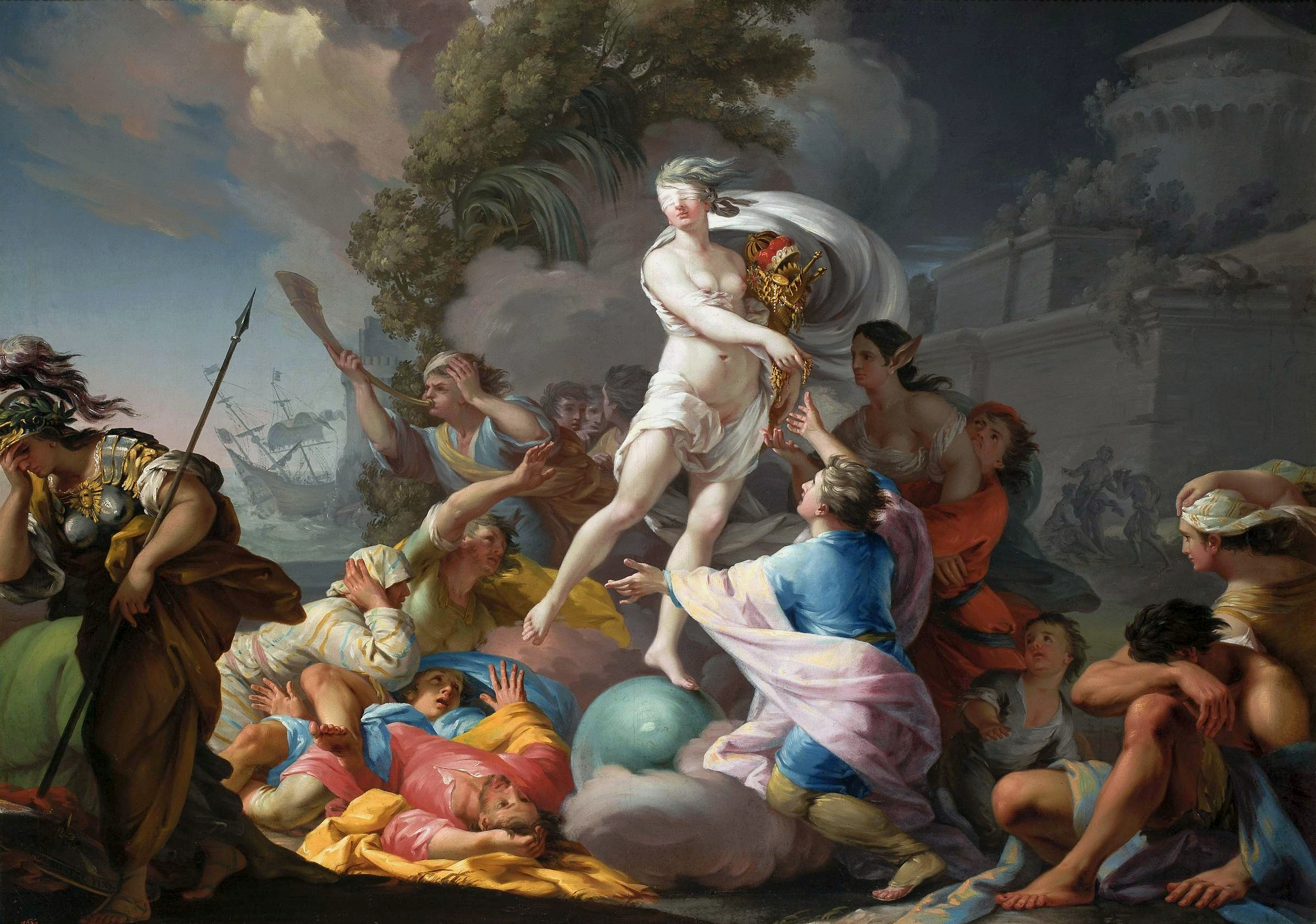
Tadeusz Kuntze, Fortuna, Národní muzeum Varšava

Fortuna se objevuje ve 25. kapitole Machiavelliho Vladaře, ve které říká Fortuně, že jedna polovina mužského života záleží na osudu, a druhá na jeho vlastní vůli. Machiavelli upozorňuje čtenáře, že Fortuna je žena, tedy projevuje přízeň mužům silným nebo vládnoucím pevnou rukou, dává protekci více průbojným a statečným mladým mužům než těm bojácným a starým.
Když v nemilosti Fortuny i očích mužů se ocitnu
zapláču zcela sám nad údělem vyděděnce... — Sonet 29
Carl Orff Fortuně věnoval první a poslední část (Fortuna Imperatrix Mundi) svého díla Carmina Burana: Text ze 13. století začíná
O Fortuna,
velut luna
statu variabilis…
(Ó Fortuno, jsi jak Měsíc proměnlivá…);
a druhá píseň začíná
Fortune plango vulnera…
(Rány Fortuny zraňují…).